# Фосшугане Кампус
«Фосшугане Кампус» (норв. Fosshaugane Campus) — футбольний стадіон у місті Согндалсф'єра, Норвегія, домашня арена ФК «Согндал».
Стадіон побудований протягом 2004-2006 років та відкритий 7 липня 2006 року. Арена входить до складу спортивного комплексу місцевого шкільного кампусу, від якого й отримав назву.